# Відношення рівності
Рівність (відношення рівності) в математиці — бінарне відношення, найбільш логічно сильний випадок відношення еквівалентності.

## Означення
Рівність є інтуїтивно очевидним відношенням: значення двох виразів однакові. При її означенні можуть виникати несумісності.
Теорія множин, за означенням вважає два об'єкти (дві множини) рівними, якщо вони складаються з однакових елементів:
{\displaystyle A=B\ \ \Leftrightarrow \ \ \forall x\colon \ (x\in A)\ \Leftrightarrow \ (x\in B)}
В теоріях з типізацією об'єктів відношення рівності має зміст лише між елементами одного типу (всередині певної множини). Логіцисти (спочатку в логіці предикатів Фреге, потім в рамках теорії типів) спиралися на означення рівності, подібне до множинного, але розглядаючи відношення з іншого боку:
{\displaystyle x=y\ \ \Leftrightarrow \ \ \forall P\colon \ P(x)\ \Leftrightarrow \ P(y)}
Точніше кажучи, необхідно і достатньо, щоб будь-який предикат, що може бути побудований на цьому типі, давав на них однакове логічне значення. Щоправда, це означення було відомо ще Лейбніцу.
Деякі формальні теорії вважають рівність наперед заданим відношенням еквівалентності.

## Пов'язані означення
Формальне означення рівності інколи є несумісним з інтуїтивним. Наприклад, чи можна вважати рівним ціле число 1 дійсному числу {\displaystyle e^{0}}? З погляду інтуїції — так, а з погляду теорії типів питання поставлене неправильно через проблему з приведенням типів. В математиці в будь-якому випадку мається на увазі канонічне викладення однієї множини (простору, типу) в іншу, більшу. Рівність цілого числа дійсному можна сприймати як рівність власне дійсного та іншого дійсного числа, відповідному нашому цілому. Тоді робота з інтуїтивно «очевидними» фактами, типу будь-яке ціле число є раціональним, а раціональне — дійсним, може вимагати деяких уточнень.
- Рівняння — логічний вислів, побудований на рівності, в яке входить змінна. Воно задає підмножину предметної області змінної — множину коренів рівняння.
- Тотожність — вислів, правильний незалежно від значення змінних. Часто, але не обов'язково будується на відношеннях рівності.

## Деякі базові властивості рівності в математиці
- Для будь-яких дійсних чисел a і b таких, що a = b виконується співвідношення f(a) = f(b);
- Для будь-яких дійсних чисел a, b, c, якщо a = b, виконується співвідношення a + c = b + c;
- Для будь-яких дійсних чисел a, b, c, якщо a = b, виконується співвідношення a - c = b - c;
- Для будь-яких дійсних чисел a, b, c, якщо a = b, виконується співвідношення ac = bc;
- Для будь-яких дійсних чисел a, b, c, якщо a = b and c не дорівнює 0, виконується співвідношення a/c = b/c.

- Для будь-якого a, a = a;
- Для будь-яких дійсних чисел a, b якщо a = b, то b=a;
- Для будь-яких дійсних чисел a, b, c зі співвідношень a = b та b=c випливає a=c (властивість транзитивності);